# Campionati europei di ciclocross 2011
I Campionati europei di ciclocross 2011, nona edizione della competizione, si disputarono a Lucca, in Italia, il 6 novembre 2011.

## Eventi
Domenica 6 novembre
- 10:00 Uomini Juniors
- 11:30 Donne
- 14:15 Uomini Under-23

## Medagliere
| Pos.   | Nazione     | Oro | Argento | Bronzo | Totale |
| ------ | ----------- | --- | ------- | ------ | ------ |
| 1      | Paesi Bassi | 3   | 1       | 1      | 5      |
| 2      | Francia     | 0   | 2       | 2      | 4      |
| Totale | Totale      | 3   | 3       | 3      | 9      |

## Sommario degli eventi
| Eventi            | Oro                              | Tempo  | Argento                    | Tempo | Bronzo                         | Tempo |
| Uomini            |                                  |        |                            |       |                                |       |
| Under-23 dettagli | Lars van der Haar Paesi Bassi    | 53'34" | Mike Teunissen Paesi Bassi | s.t.  | Stan Godrie Paesi Bassi        | a 3"  |
| Junior dettagli   | Mathieu van der Poel Paesi Bassi | 38'47" | Quentin Jauregui Francia   | a 34" | Romain Seigle Francia          | a 40" |
| Donne             |                                  |        |                            |       |                                |       |
| Elite dettagli    | Daphny van den Brand Paesi Bassi | 43'45" | Lucie Chainel Francia      | a 7"  | Pauline Ferrand-Prévot Francia | a 9"  |